# ده پیری (حسن پیری)
ده پیری (حسن پیری)، روستایی از توابع بخش جزینک شهرستان زهک در استان سیستان و بلوچستان ایران است.

## جمعیت
این روستا در دهستان جزینک قرار دارد و براساس سرشماری مرکز آمار ایران در سال ۱۳۸۵، جمعیت آن ۱۰۱ نفر (۲۰خانوار) بوده‌است.